# Chocolate (filme)
Chocolat (bra/prt: Chocolate) é um filme britano-estadunidense de 2000, do gênero comédia dramático-romântica, dirigido por Lasse Hallström, com roteiro de Robert Nelson Jacobs baseado no romance Chocolat, de Joanne Harris.

## Sinopse
O filme conta a história de uma jovem mulher, que, com a sua filha, tenta se adaptar à pequena cidade (fictícia) na França, chamada Lansquenet-sous-Tannes, onde foram morar. Abre então a chocolataria Maya, e aos poucos vai conquistando a confiança da população local.

## Elenco
- Juliette Binoche: Vianne Rocher
- Alfred Molina: Conde Paul de Reynaud
- Carrie-Anne Moss: Caroline Clairmont
- Judi Dench: Armande Voizin
- Johnny Depp: Roux
- Hugh O'Conor: Padre Henri
- Lena Olin: Josephine Muscat
- Elisabeth Commelin: Yvette Marceau
- Peter Stormare: Serge Muscat
- Aurelien Parent Koenig: Luc Clairmont
- Victoire Thivisol: Annouk Rocher
- John Wood: Guillaume Blerot
- Leslie Caron: Madame Audel

## Prêmios e indicações
| Prêmio             | Categoria                           | Recipiente                               | Resultado |
| ------------------ | ----------------------------------- | ---------------------------------------- | --------- |
| Oscar 2001         | Melhor filme                        | David Brown, Kit Golden, Leslie Holleran | Indicado  |
| Oscar 2001         | Melhor atriz                        | Juliette Binoche                         | Indicado  |
| Oscar 2001         | Melhor atriz coadjuvante            | Judi Dench                               | Indicado  |
| Oscar 2001         | Melhor roteiro adaptado             | Robert Nelson Jacobs                     | Indicado  |
| Oscar 2001         | Melhor trilha sonora                | Rachel Portman                           | Indicado  |
| Globo de Ouro 2001 | Melhor filme - comédia ou musical   | David Brown, Kit Golden, Leslie Holleran | Indicado  |
| Globo de Ouro 2001 | Melhor atriz - drama                | Juliette Binoche                         | Indicado  |
| Globo de Ouro 2001 | Melhor atriz coadjuvante/secundária | Judi Dench                               | Indicado  |
| Globo de Ouro 2001 | Melhor trilha sonora                | Rachel Portman                           | Indicado  |